# Військова служба правопорядку України
Військова служба правопорядку у Збройних Силах України (абр. ВСП) — спеціальне правоохоронне формування у складі Збройних Сил України. Днем народження ВСП є 19 квітня 2002 року, коли було видано перший наказ по ВСП про початок формування її структурних підрозділів. Стратегічним оборонним бюлетенем України 2016 року передбачено перетворення Військової служби правопорядку у ЗСУ на Військову поліцію.

## Історія
7 березня 2002 року відповідно до Закону України «Про Військову службу правопорядку у Збройних Силах України» була створена Військова служба правопорядку у Збройних Силах України.
У квітні-грудні 2002 року було сформовано органи управління та відповідні структурні підрозділи, зокрема Головне, Центральне, територіальні управління, Вінницький зональний відділ, Навчальний центр. Також було проведено навчально-методичне забезпечення та створена система матеріально-технічного забезпечення життєдіяльності служби.
Військовослужбовці ВСП були представлені й у складі українського миротворчого контингенту в Республіці Ірак. Сфера відповідальності військовослужбовців ВСП в Іраку включала діяльність близько тридцяти районних та місцевих локальних поліцейських дільниць.
У квітні 2018 року офіцер спецпідрозділу ВСП показав найкращі результати на курсі контрштурмових дій для малих груп SWAT у Польщі.
У жовтні 2018 року офіцери відділень спецрозслідувань та 25-го навчального центру Військової служби правопорядку пройшли курс «Збереження місця скоєння злочину та розслідування» на базі Навчального центру військової жандармерії збройних сил Республіки Польща у місті Мінськ-Мазовецький.

## Основні завдання
- Виявлення причин, передумов і обставин злочинів та інших правопорушень, вчинених у військових частинах та на військових об'єктах; розшук осіб, які самовільно залишили військові частини (місця служби).
- Запобігання вчиненню і припинення злочинів та інших правопорушень у Збройних Силах України.
- Участь в охороні військових об'єктів та забезпеченні громадського порядку і військової дисципліни серед військовослужбовців у місцях дислокації військових частин, військових містечках, на вулицях і в громадських місцях.
- Захист майна Збройних Сил України від розкрадання та інших злочинних посягань.
- Забезпечення безпеки дорожнього руху військових транспортних засобів.
- Участь у гарнізонних заходах.
- Виконання у передбачених законом випадках рішень про тримання військовослужбовців на гауптвахті.
- Забезпечення виконання кримінального покарання стосовно військовослужбовців, які за вироком суду засуджені до тримання у дисциплінарному батальйоні.
- Сприяння у межах своєї компетенції іншим органам дізнання, органам попереднього (досудового) слідства та суду, органам державної влади, органам місцевого самоврядування, органам військового управління, підприємствам, установам, організаціям у виконанні покладених на них відповідно до законів обов'язків.
- Участь у протидії диверсійним проявам та терористичним актам на військових об'єктах.

При прийнятті рішення про введення в Україні чи в окремих її місцевостях режиму воєнного або надзвичайного стану на Службу правопорядку додатково покладаються завдання щодо:
- участі у боротьбі з ворожими диверсійно-розвідувальними групами на території України;
- організації збору, супроводження та охорони військовополонених;
- забезпечення дотримання комендантської години в гарнізонах;
- охорони військових об'єктів, військових містечок та їх населення, сприяння його евакуації;
- відновлення та підтримання порядку і дисципліни у військових частинах;
- контролю за рухом транспортних засобів і перевезенням вантажів Збройних Сил України.

## Структура
- Головне управління Служби правопорядку Збройних Сил України (в/ч А0880, м. Київ)

### Центральне управління
- Центральне управління (по м. Києву і Київській області) (в/ч А2100, м. Київ)
- Білоцерківський зональний відділ
- Житомирський зональний відділ
Новоград-Волинське відділення
- Полтавський зональний відділ
- Сумський зональний відділ
- Черкаський зональний відділ
Група ВСП Черкаського ЗВ ВСП, м. Умань
- Чернігівський зональний відділ
відділення ВСП Чернігівського ЗВ ВСП, смт. Десна
відділення ВСП Чернігівського ЗВ ВСП, сел. Гончарівське

### Західне територіальне управління
- Західне територіальне управління (в/ч А0583, м. Львів)[7]

відділення Військової служби правопорядку (м. Яворів)
- 3-й спеціальний відділ (в/ч А2736, м. Львів)
- Рівненський зональний відділ
- Луцький зональний відділ
- Тернопільський зональний відділ
відділення Військової служби правопорядку (м. Івано-Франківськ)
- Ужгородський зональний відділ
відділення Військової служби правопорядку (м. Мукачево)
- Хмельницький зональний відділ
- Чернівецький зональний відділ
- 309-й дисциплінарний батальйон[8]

### Південне територіальне управління
- Південне територіальне управління (в/ч А1495, м. Одеса)
- 5-й спеціальний відділ (в/ч А7178) м. Вінниця
- Відділення ВСП м. Подільськ
- Відділення ВСП м. Білгород-Дністровськ
- Відділення ВСП м. Ізмаїл
- Вінницький зональний відділ
- Відділення ВСП м. Гайсин
- Миколаївський зональний відділ
- відділення ВСП м. Очаків
- Херсонський зональний відділ
- Зональне відділення м. Скадовськ
- Зональне відділення м. Чаплинка
- Зональне відділення м. Генічеськ
- Зональне відділення м. Нова Каховка
- Кропивницький зональний відділ

### Східне територіальне управління
- Східне територіальне управління (в/ч А2256, м. Дніпро)
Відділення ВСП (м. Кривий Ріг) Східного ТУ ВСП
Відділення ВСП (смт Черкаське) Східного ТУ ВСП
- Донецький зональний відділ
- Бахмутське відділення Донецького ЗВ ВСП
- Маріупольске відділення Донецького ЗВ ВСП
- Запорізький зональний відділ
- Лугансько-Павлоградський зональний відділ
- Харківський зональний відділ
Чугуївське відділення Харківського ЗВ ВСП

### Північне територіальне управління
- Північне територіальне управління (в/ч А4630, м. Чернігів)[9]
  - Відділення ВСП (смт. Десна) Північного ТУ ВСП
  - Відділення ВСП (с. Гончарівське) Північного ТУ ВСП

### Частини безпосереднього підпорядкування
- 93-й окремий батальйон ВСП (в/ч А2424, м. Київ)
- УВБ ГУ ВСП (в/ч А0515 м. Київ)
- 138-й центр спеціального призначення (протидії диверсіям та терористичним актам) імені князя Володимира Святославича (в/ч А0952, м. Васильків Київської області)[10][11] 6 грудня 2022 року 138 центр спеціального призначення (протидії диверсіям та терористичним актам) імені князя Володимира Святославича указом Президента України Володимира Зеленського відзначений почесною відзнакою «За мужність та відвагу».[12]
- Спецвідділ ВСП («Сармат») (в/ч А2176, м. Запоріжжя)[13]
- 307-й дисциплінарний батальйон (в/ч А0488, м. Київ)
- 25-й навчальний центр ВСП ( в/ч А1666, м. Львів)
- 17-й центр спеціального призначення (в/ч А5088 м. Львів)

### Втрачені в Криму
- Кримське територіальне управління ВСП ЗСУ (в/ч А1668, м. Севастополь)
- Зональний відділ ВСП ЗСУ (Автономна Республіка Крим, м. Сімферополь)
  - 82-га окрема рота ВСП ЗСУ (в/ч А2337, Автономна Республіка Крим, м. Сімферополь).
  - 85-та окрема рота ВСП ЗСУ (в/ч А2239, м. Севастополь).
- Зональні відділення ВСП ЗСУ (м. Євпаторія, м. Феодосія)

## Командування

### Начальники
- Генерал-майор Шаповал Юрій Євгенович (2002—2003)
- Генерал-майор Глєбов Сергій Федорович (2003—2007)[2]
- Генерал-лейтенант Макавчук Федір Федорович (2007—2013)
- Генерал-майор Дублян Олександр Володимирович (2013—2015)
- Генерал-лейтенант Криштун Ігор Леонідович (з 2015—2021)[14]
- Генерал-майор Гуцол Володимир Володимирович (2022-2024)[15]
- Бригадний генерал Левченко Віталій Володимирович (з липня 2024)[16]

### Начальники штабу— заступники начальника
- бригадний генерал Галушкін Юрій Алімович (з 2022 року)[17]
- полковник Бабич Юрій Володимирович (з 2024 року)

## Символіка
У липні 2019 року було затверджено комплект нарукавних емблем для військових частин Військової служби правопорядку згідно з новою концепцією. Зокрема затверджені нарукавні емблеми Головного управління, Західного, Центрального, Південного та Східного територіальних управлінь, навчального центру, дисциплінарного батальйону, а також центру спеціального призначення (протидії диверсіям та терактам).

## Галерея

Нарукавні знаки
Головне управління
Центральне управління
Східне управління
Західне управління
Південне управління
138-й центр спеціального призначення
307-й дисциплінарний батальйон